# Ruslan Tumenbaev
Ruslan Tumenbaev (Biškek, 28. svibnja 1986.) je kirgistanski hrvač. Osvojio je brončanu medalju na Olimpijskim igrama 2008. Na prvenstvu Azije 2008. godine u Jeju osvojio je zlatnu medalju.